# Fudbalski Klub Banat Zrenjanin
El FK Banat Zrenjanin (en serbi: ФК Банат Зрењанин) és un club serbi de futbol de la ciutat de Zrenjanin.

## Història
El club va ser fundat el 25 de gener del 2006 per la fusió de dos clubs, el modest Budućnost de la petita ciutat de Banatski Dvor i l'antic club de la ciutat de Zrenjanin, el Proleter Zrenjanin, fundat el 1947 i que desaparegué oficialment el desembre del 2005.